# Niederhorn
Das Niederhorn ist ein 1963 m ü. M. hoher Gipfel der Emmentaler Alpen im Berner Oberland und gilt als der Hausberg von Beatenberg in der Schweiz.

## Lage
Das Niederhorn liegt oberhalb des Thunersees und ist von Westen gesehen der erste Gipfel des Güggisgrates. Der Grat steigt östlich des Niederhorns auf 2063 Meter beim Burgfeldstand und nochmals auf 2061 Meter beim Gemmenalphorn, wobei sich dazwischen noch einige namenlose Erhebungen befinden. Am östlichen Fuss auf noch etwa 1700 Metern liegt das Naturschutzgebiet Seefeld mit dem Karstgebiet der Sieben Hengste, deren höchster Gipfel wieder 1952 Meter erreicht.
Das Niederhorn ist ein Voralpengipfel, von welchem sich die Kette der Berner Alpen gut überblicken lässt. Im Süden und Westen liegt der Thunersee, am nördlichen Fusse des Güggisgrates liegt das Justistal, wo im September der bekannte Käseteilet stattfindet. Auf der gegenüberliegenden nördlichen Seite erhebt sich der Sigriswilergrat.

## Fauna

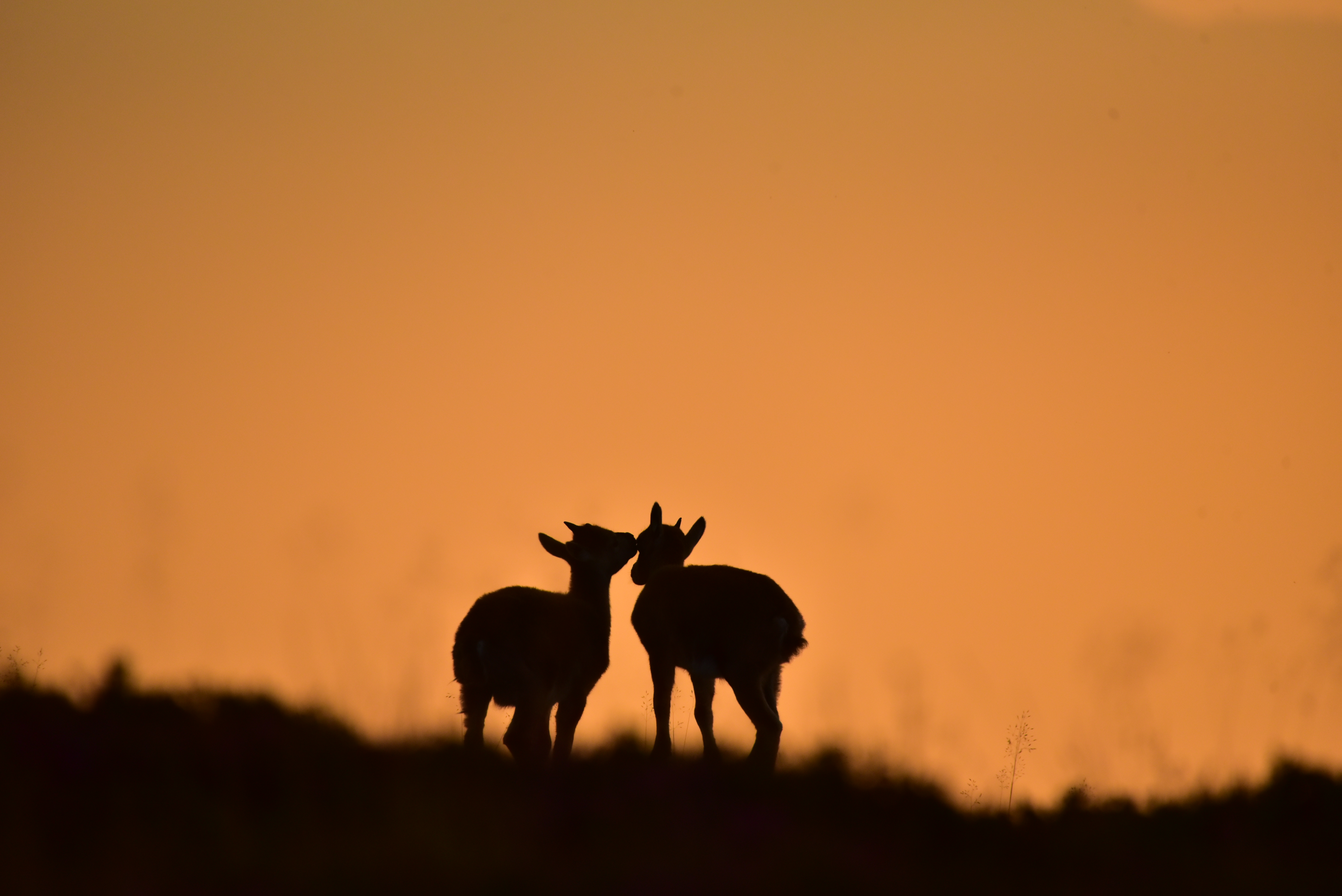
Zwei junge Steinböcke auf dem Güggisgrat

Das Niederhorn-Gebiet ist ein beliebtes Ziel für Wildtierfotografen, um die Alpenfauna zu fotografieren. Besonders bekannt ist das Niederhorn für die Steinbockpopulation, die sich in den Sommermonaten rund um den Grat aufhält. Diese Steinbockkolonie wurde 1949 mit dem Aussatz von drei Böcken aus der Berner Kolonie Augstmatthorn begründet. Über die nächsten acht Jahre wurden insgesamt 26 Tiere ausgesetzt. Die Population schwankt zwischen 75 und 100 Tieren (Stand 2018).
Ende September bis Mitte Oktober sammeln sich die Rothirsche nördlich des Niederhorns im Justistal. Das Röhren der männlichen Hirsche kann vom Niederhorn aus deutlich gehört werden.
Ein Steinadlerpaar hat ein rund 40 km² grosses Jagdgebiet, welches das Justistal, den Sigriswiler- und den Güggisgrat umfasst.
Weiter gibt es Schneehasen, Birkhühner, Steinhühner, Schneehühner, Rotfüchse, Gämsen und auch Luchse.

## Erschliessung

Aktie der AG Sportbahn Beatenberg-Niederhorn vom 1. Juni 1946

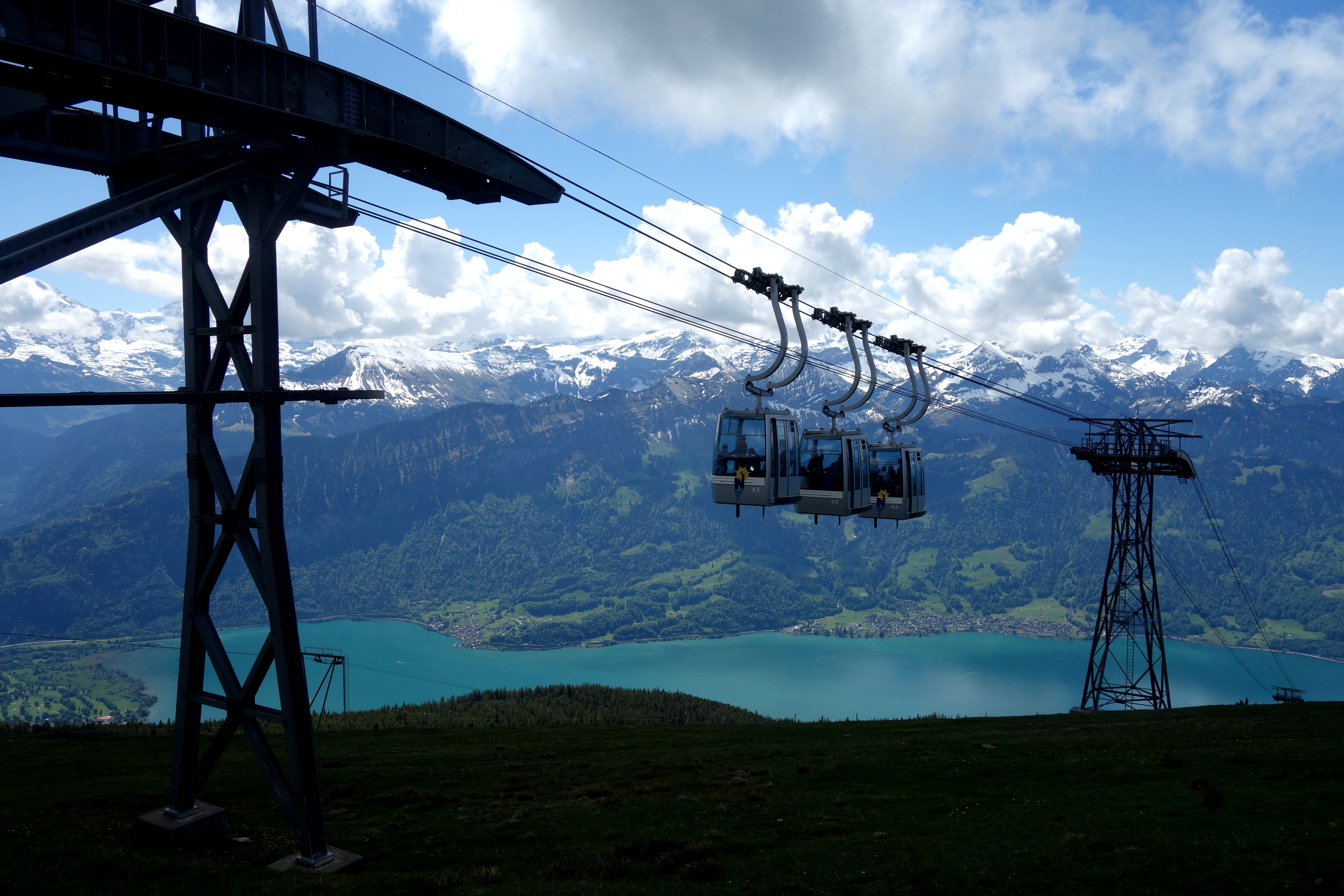
3-Seil-Gruppenumlaufbahn zum Niederhorngipfel (2025)

Die Beatenbergbahn war bereits im Jahr 1912 im Besitz von Konzessionsunterlagen für die Erschliessung des Niederhorns. Sie war deshalb Hauptinitiant für den 1945 gestarteten Bau der Sportbahn Beatenberg-Niederhorn (SBN) und beteiligte sich mit 300'000 Franken Aktienkapital, zudem leistete sie eine grosse Bürgschaft.
Die erste Bahn auf den Gipfel des Niederhorns wurde 1946 in Betrieb genommen. Es handelte sich dabei um eine Sesselbahn, die 1997 durch eine 3-Seil-Gruppenumlaufbahn ersetzt wurde. Bei der aktuellen Bahn handelt es sich um die erste und bislang einzige derartige Bahn in der Schweiz. Die Bahn besitzt vier Gruppen mit je drei Kabinen, deren Kapazität jeweils 17 Personen beträgt. Neben der Talstation Beatenberg und der Bergstation gibt es die Zwischenstation Vorsass auf halber Strecke. 2014 fusionierte die Sportbahn Beatenberg-Niederhorn mit der Beatenbergbahn zur Niederhornbahn.
An der Bergstation der Niederhornbahn befindet sich ein Restaurant mit Kinderspielplatz sowie oberhalb ein Aussichtspunkt mit Panoramatafel. Der Gipfel ist über mehrere markierte Wanderwege erreichbar. Im Winter stehen präparierte Winterwanderwege, Schneeschuhtrails und Schlittelpisten sowie ein Skilift zur Verfügung.

## Sendeturm

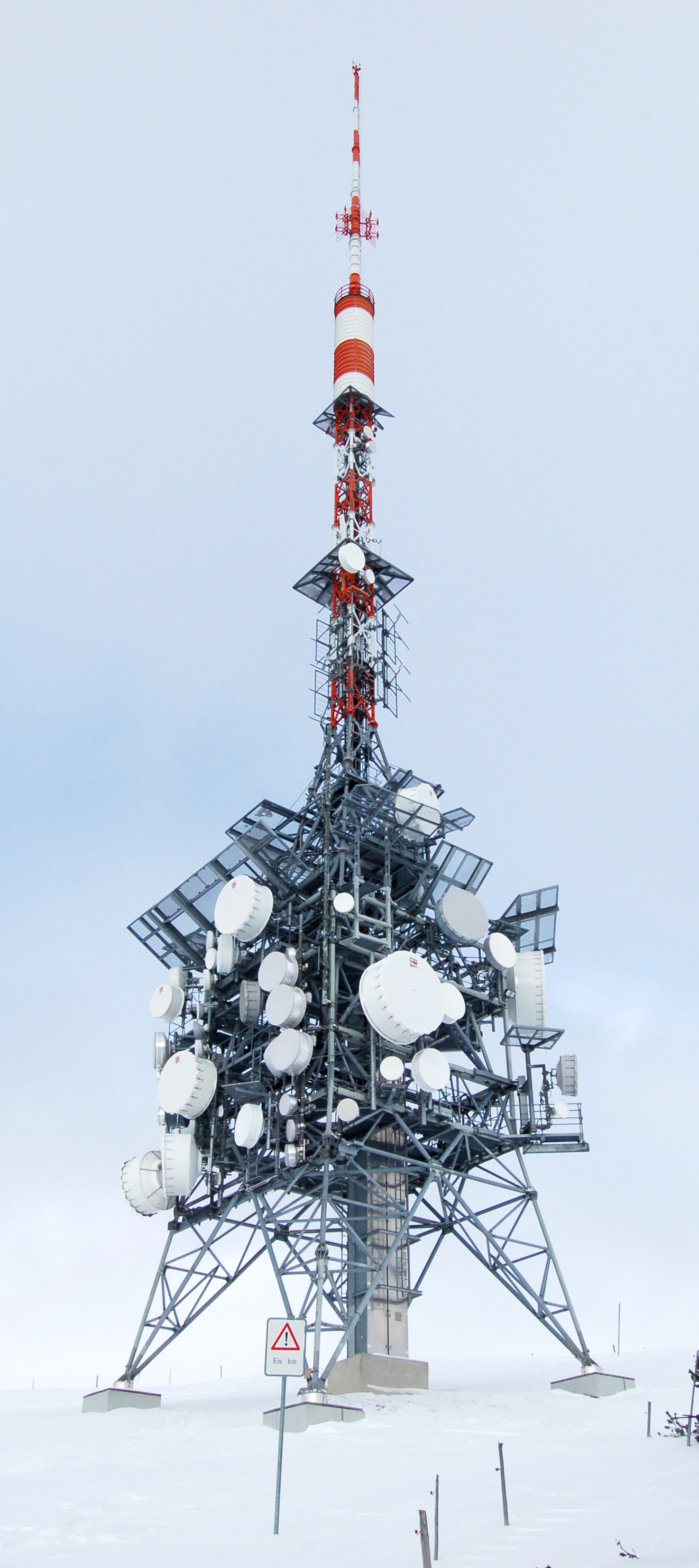
Der Sendeturm auf dem Niederhorn

Auf dem Niederhorn befindet sich eine Sendeanlage für UKW und TV, welche als Antennenträger einen 89 Meter hohen, freistehenden Stahlfachwerkturm verwendet, der von 1972 bis 1975 errichtet wurde. Abgestrahlt werden die Programme Radio SRF 1 (Frequenz 93,6 MHz), Radio SRF 2 Kultur (97,2 MHz) und Radio SRF 3 (105,8 MHz) mit jeweils einer effektiven Strahlungsleistung von 4 kW.